# Могильник (роман)
«Могильник» (англ. Cemetery World, название также переводилось как «Мир-кладбище») — научно-фантастический роман Клиффорда Саймака, впервые изданный в 1973 году. На русском языке впервые опубликован в 1991 году.

## Предыстория
После ядерной войны бо́льшая часть человечества покинула Землю и расселилась на планетах в других звёздных системах. Через некоторое время на заброшенной прародине человечества предприимчивые дельцы решили создать элитное кладбище, где мертвецы «возвращались бы к своим корням». Так была основана компания «Мать-Земля, Инк.», а на Земле возникло огромное кладбище, занимающее значительную часть поверхности планеты. Действие романа происходит приблизительно через  10 000 лет после войны.

## Персонажи
- Флетчер Карсон — главный герой с планеты Олден, специалист по композиции, сочиняющий с помощью специального робота особенные мультимедийные композиции.
- Элмер — попутчик Карсона, свободный робот, созданный ещё на Земле для сборки военных машин.
- Бронко — большой сложный робот, с помощью которого Карсон сочинял свои композиции.
- Синтия Лансинг — жительница Олдена, комплексующая по поводу того, что в её роду не было успешных и известных представителей.
- Максуэлл Питер Белл — управляющий североамериканским отделением фирмы «Мать-Земля, Инк.».
- Душелюб — представитель древней инопланетной расы, обосновавшийся на Земле для сбора и хранения артефактов человеческой культуры.

## Сюжет
Флетчер Карсон вместе с двумя роботами прибывает на Землю, чтобы записать новую композицию. Управляющий Белл сразу пытается его завербовать для работы на Кладбище, а когда он отказывается, начинает устраивать различные препоны Карсону. Уже после прибытия Карсон встречает Синтию, у которой свои цели на Земле — найти полумифический клад, собираемый в течение долгого времени таинственными инопланетными пришельцами. Вместе они начинают путешествие по заброшенной планете, однако Карсону не удаётся заняться созданием своей композиции, так как водоворот событий вынуждает его компанию постоянно скрываться от недоброжелателей и ввязываться в раскрытие незаконных махинаций, которые проворачивает «Мать-Земля, Инк.», а также других тайн прародины человечества.